# Pla de Montbau
Pla de Montbau, informalment coneguda com L'esplanada, és la plaça més gran i la zona principal del barri de Montbau de Barcelona. Originalment la plaça s'inspira en les idees racionalistes provinents del Congrés Internacional d'Arquitectura Moderna, que va marcar la creació del barri de Montbau i la seva trama urbana, al final de la dècada de 1950. Urbanísticament marcada per la qualitat formal i funcional, resultat de la influència que Moviment Modern en l'arquitectura tenia sobre els joves arquitectes encarregats del projecte. La innovació es va fer a tres nivells : tipològica, formal i constructiva.
El Pla de Montbau es va incloure en la primera fase del projecte del polígon d'habitatges de Montbau, aprovat el 1957 durant el mandat de l'alcalde Porcioles, i Santiago de Cruylles com a tinent d'alcalde d'habitatge i president del Patronato Municipal de la Vivienda.
El Pla de Montbau es va concebre, dins del nou esperit urbanístic amb què es dissenyà el barri, com a lloc de trobada. S'adoptà l'edificació oberta, per conformar la plaça, i el cos del nucli, més o menys racionalista, amb un estany i una escultura de bronze: Ritme i projecció, obra de Marcel Martí, de 4m d'alçada i amb un pes de 1.000 kb. Va ser col·locada l'abril de 1961. El mateix artista fa una interpretació del perquè del nom de l'escultura: És una fusió plàstica amb el barri de Montbau, en el sentit del ritme del treball realitzat per donar habitatges a les persones, però habitatges moderns. Per això és una escultura que ha de fondre's amb l'arquitectura.
El 2009 es remodelà la plaça mantenint els criteris de la plaça original. La renovació del Pla de Montbau va fer que la plaça recuperés la seva funció de punt de trobada i d'espai exclusiu per als vianants, per al gaudi dels veïns i veïnes que han participat activament en aquesta renovació. Es va crear una comissió de seguiment que formava part l'Associació de Veïns i Comerciants per anar perfilant els últims detalls de l'obra.